# Бюскерю
Бюскерю (на норвежки: Buskerud) е фюлке в Норвегия с обща площ от 14 910 км2 и население 253 006 души (2008). Административен център е град Драмен.

## Административно деление
Фюлке Бюскерю се състои от 21 общини.